# Storia del football americano
Le radici del football americano possono essere fatte risalire alle prime versioni del rugby e del calcio, i quali sono a loro volta derivazioni di alcuni giochi con il pallone giocati in Gran Bretagna nella metà del XIX secolo e nei quali lo scopo era quello di calciare il pallone dentro una porta, oppure di correre con il pallone in mano oltre una linea.

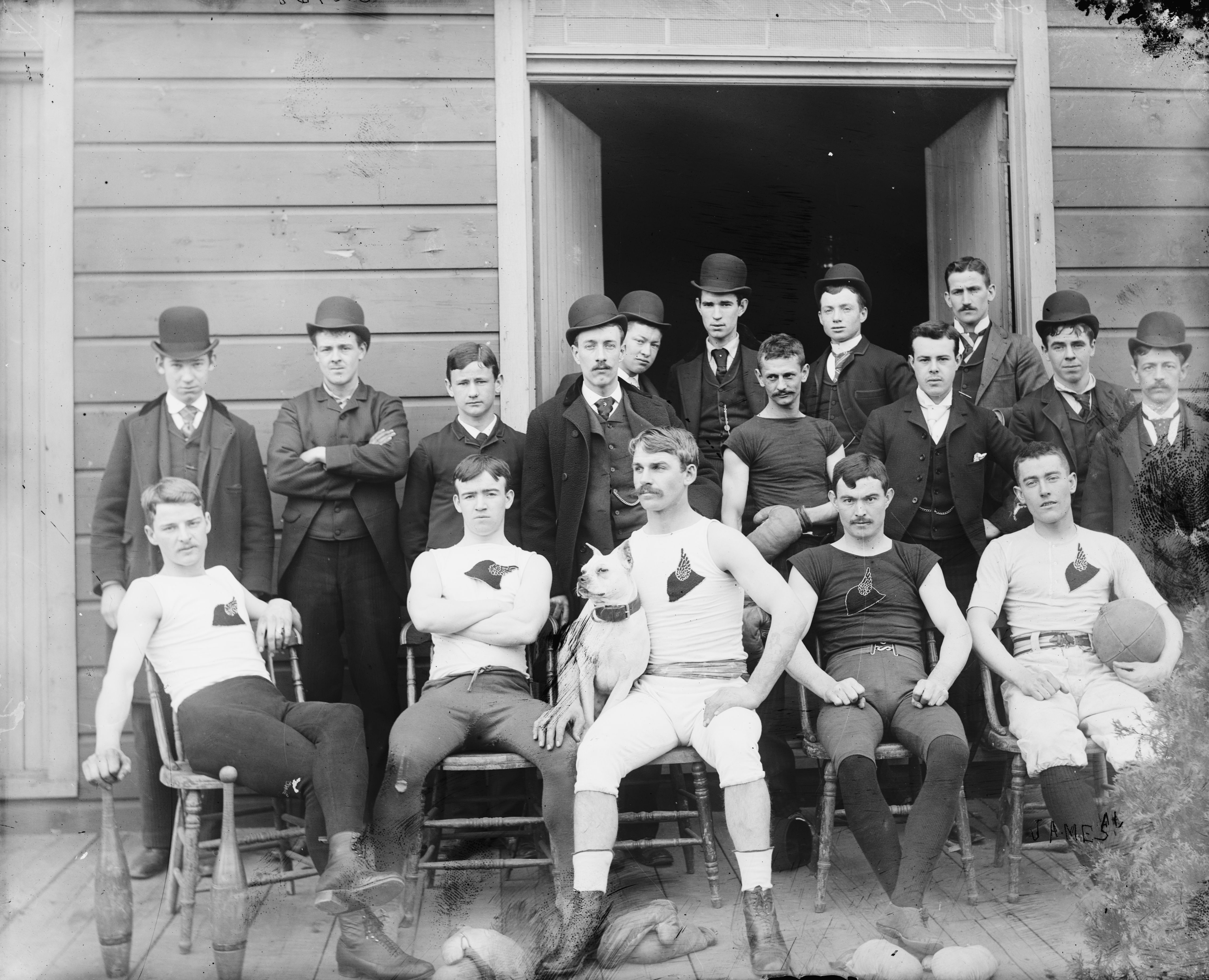
Una formazione di football americano a cavallo fra XIX e XX secolo.

Il football americano può comunque essere considerato come un più diretto discendente del rugby, dal quale si è "separato" grazie alle regole elaborate da Walter Camp, studente diplomatosi presso la Yale University e tradizionalmente considerato come il "padre del football americano". Fra le regole create da Camp si possono citare l'introduzione della line of scrimmage e le regole che determinano l'avanzamento di una squadra con il sistema dei down. A cavallo fra XIX e XX secolo il gioco continua a svilupparsi grazie agli allenatori dei diversi college americani (come Eddie Cochems, Amos Alonzo Stagg, Knute Rockne e Glenn "Pop" Warner) che cominciano a sfruttare l'appena introdotta regola che dà la possibilità di passare la palla in avanti. Nella prima metà del XX secolo, le regole del football americano si fissano con l'affermarsi e la popolarità del college football. I Bowl games, una tradizione del college football, attraggono sempre più attenzione nei confronti delle squadre dei diversi college americani. Ancora oggi, il football universitario è molto seguito anche grazie alla presenza di feroci rivalità fra i diversi college sparsi per tutta la nazione.
Le origini del football americano professionistico possono essere fatte risalire al 1892, anno in cui William "Pudge" Heffelfinger firma un contratto di 500 dollari per giocare una partita con la squadra della Allegheny Athletic Association contro la selezione del Pittsburgh Athletic Club. Nel 1920 nasce l'American Professional Football Association, che due anni più tardi diventa National Football League (NFL) e che diventerà la principale lega professionistica di football americano. Da uno sport sviluppatosi prevalentemente nelle città industriali del Midwest degli Stati Uniti, il football americano professionistico è infine diventato un fenomeno di livello nazionale. La crescente popolarità del football si fa risalire solitamente alla finale del campionato NFL del 1958, una partita che viene soprannominata come "The Greatest Game Ever Played" (letteralmente, "la più grande partita mai giocata"). Nel 1960 nasce una lega rivale alla NFL, la American Football League (AFL). Il successo di quest'ultima lega costrinse la più antica NFL ad accettare l'unione e la creazione dell'evento sportivo americano più famoso, il Super Bowl.

## Le prime partite

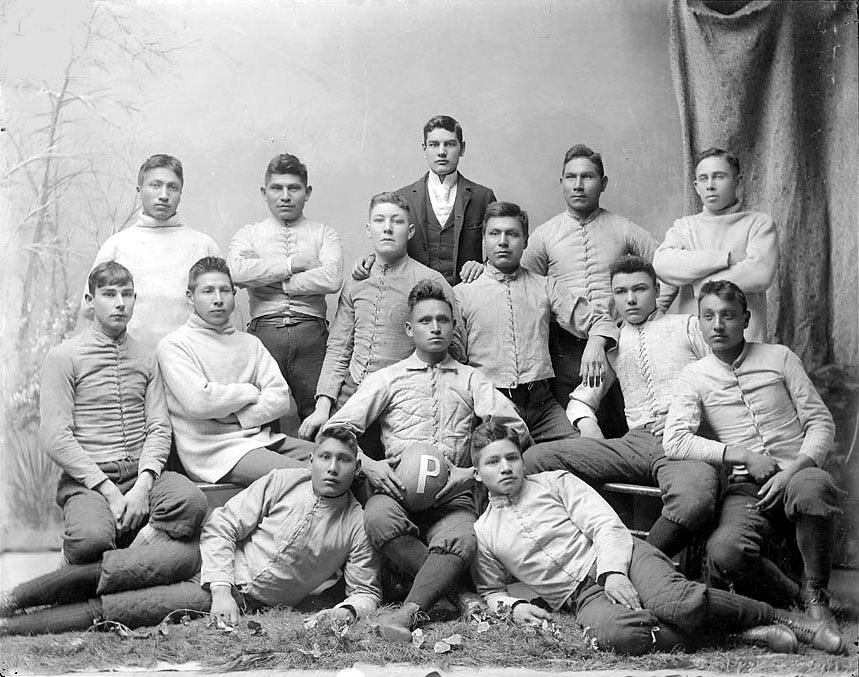
I "The Pirates", squadra di college football con giocatori nativi americani, in uno scatto del 1879

Anche se si ha notizie di giochi con la palla praticati dalle popolazioni native nel territorio degli Stati Uniti, il moderno gioco del football americano trova le sue origini dai tradizionali giochi che venivano praticati nei villaggi e nelle scuole europee prima della scoperta dell'America. Nei primi anni del XVII secolo si ha notizia della pratica di un gioco con un pallone gonfiato ad aria da parte dei primi coloni a Jamestown (Virginia).
Queste prime partite sembrano avere molto in comune con il tradizionale mob football giocato in Inghilterra, soprattutto nel giorno di Martedì grasso (quando veniva usato un limone al posto della palla). In terra americana il gioco continua a non avere un'organizzazione ben definita fino alla metà del XIX secolo, quando nei campus universitari vengono organizzate delle partite fra gli alunni. Ciò avviene grazie all'opera dello studente di Yale Walter Camp, "Padre del football americano", il quale inventa alcune regole del gioco (fra cui quella che organizza il sistema dei downs) e caratterizza specificatamente il gioco. A partire dal 1820 gli studenti di Princeton organizzano partite di un gioco dal nome di "ballown". Nel 1827 nasce, presso l'università di Harvard, la tradizione conosciuta come "Bloody Monday" (letteralmente, "Lunedì sanguinoso"), cioè una sfida disputata fra tutti i freshman (gli studenti del primo anno) e i sophomore (quelli del secondo anno) dell'ateneo. Intanto, a partire dallo stesso periodo, il Dartmouth College gioca la sua propria versione del gioco, l'"Old division football", le cui regole vengono per la prima volta pubblicate soltanto nel 1871. Tutti questi giochi, anche se nati da atenei e contesti differenti, mantengono delle caratteristiche comuni. Innanzitutto rimangono largamente dei "giochi di massa", nel senso che le squadre sono composte da un numero molto elevato di giocatori (sulla scia dei giochi medievali europei in occasione del carnevale), i quali hanno come scopo di far avanzare il pallone nella porta avversaria e spesso con ogni mezzo necessario. Le regole sono semplici, la violenza e gli infortuni sono molto comuni. La violenza di queste partite portano a delle proteste e alla decisione di vietarli. L'ateneo di Yale, sotto la pressione dell'amministrazione della città di New Haven, nel 1860 vieta completamente questa pratica sportiva; l'anno successivo il divieto viene applicato anche dall'università di Harvard.

### Il "Boston game"
Ma, se da una parte il gioco viene vietato nei centri universitari, d'altra parte esso diventa sempre più famoso nel mondo delle prep schools (cioè le scuole secondarie di preparazione all'istruzione universitaria) della costa est. Nel 1855 vengono prodotti i primi palloni gonfiabili ad aria, dando la possibilità di giocare con un pallone di forma più regolare rispetto a quelli precedentemente usati prodotti a mano, e rendendo più facili le azioni di possesso e calcio dello stesso. Durante questo primo periodo si erano diffusi due tipi di gioco del football: un primo tipo essenzialmente basato sul calcio ("kicking game") e uno sulle azioni di corsa ("running game" o "carrying game"). Un ibrido di questi due tipi di gioco, che prende il nome di "Boston game", viene incominciato a giocare da un gruppo di atleti presso l'Oneida Football Club di Boston. Questo club, considerato da alcuni storici come il primo club a giocare ufficialmente a football negli Stati Uniti, viene fondato nel 1862 da alcuni studenti che praticavano questa primitiva disciplina nel Boston Common (un parco pubblico nel centro della città). Il più delle volte le partite si svolgono fra squadre composte da giocatori dello stesso Oneida Football Club, anche se nel novembre del 1863 si ha notizia di una partita giocata contro una squadra di non appartenenti al club (vinta facilmente dall'Oneida Football Club). La partita attira l'attenzione della stampa e il "Boston game" diventa sempre più famoso negli anni '60 del XIX secolo.
Alla fine dello stesso decennio il gioco del football comincia a ritornare a essere praticato nei college: Yale, Princeton, Rutgers e Brown autorizzano il ritorno di questo sport nella modalità "kicking game". Nel 1867 l'Università di Princeton utilizza le regole della Football Association britannica. Nel 1868 il Montreal Football Club pratica al contrario la versione più diretta discendente del rugby.

## Il college football

### Rutgers - Princeton (1869)
Il 6 novembre 1869 viene giocata una partita di football tra la selezione della Rutgers University e della Princeton University (che ai tempi aveva il nome di "College of New Jersey"): viene utilizzato un pallone sferico e, come in tutte le partite precedenti, secondo regole improvvisate con diverse somiglianze con il rugby e il calcio, piuttosto che con le regole del football americano poi consolidatesi nel secolo successivo. Tradizionalmente questa partita viene considerata come la prima sfida di college football. Il luogo dell'incontro è il campo sportivo del college di Rutgers, con regole decise dalla squadra di casa. Due squadre di 25 giocatori l'una cercano di calciare il pallone nella porta avversaria. Lanciare o portare il pallone in mano è vietato, mentre i contatti fisici fra i giocatori sono concessi. La prima squadra a segnare 6 marcature vince l'incontro. Il risultato finale del match vede Rutgers battere Princeton con il punteggio di 6-4. La settimana seguente viene giocata una rivincita con regole stabilite da Princeton, che accoglie pienamente il regolamento della prima partita, tranne una variante: viene concesso un calcio di punizione ogni qual volta un giocatore riesce a prendere il pallone al volo (una regola che esiste ancora oggi nel football americano). La partita di rivincita viene vinta dalla squadra di Princeton con un pesante 8-0 su Rutgers. Nel 1870 la Columbia University si unisce alle due squadre "genitrici" del college football, e a partire dal 1872 il numero dei college partecipanti aumenta sempre più, con l'ingresso anche di Yale e dell Stevens Institute of Technology.

### La standardizzazione delle regole (1873-1880)
Fino a questo momento ogni partita si svolge secondo le regole decise dalla squadra di casa. Il 20 ottobre 1873, presso il Fifth Avenue Hotel di New York, i rappresentanti dei college di Yale, Columbia, Princeton e Rutgers si riuniscono per fissare un regolamento valido per ogni partita. Il regolamento concordato risulta più vicino al calcio che al rugby.
A rimanere fuori dall'accordo è il college di Harvard, che continua a praticare il "Boston game", il quale (come si è detto) è più ispirato al rugby. Nonostante le difficoltà a organizzare partite contro altri college, Harvard riesce a concordare una doppia sfida contro la McGill University di Montréal da disputare a Cambridge (sede dell'università di Harvard). La prima partita viene giocata il 14 maggio 1874 secondo il regolamento "Boston game" e impiegando un pallone sferico: Harvard risulta la vincitrice con il punteggio di 3-0. Il giorno successivo si gioca la seconda partita con regole stabilite dalla squadra ospite e dove viene impiegata una palla oblunga: partita finisce 0-0. Il doppio scontro rappresenta un importante momento per lo sviluppo del football americano attuale.
Harvard è fortemente influenzata dal rugby e nelle sue regole inserisce il concetto di meta, che ai tempi non era ancora usato in questa nuova disciplina. La meta si evolverà successivamente nel touchdown. Alla fine del 1874 Harvard restituisce la visita alla McGill in una sfida di rugby: Harvard esce vincitrice dall'incontro con il risultato di 3-0. L'anno successivo, e precisamente il 4 giugno 1875, Harvard sfida la selezione della Tufts University con regole simili a quelle utilizzate nell'ultima sfida a Montreal dell'anno precedente: Harvard ne esce sconfitta per 1-0. Il 13 novembre del 1875 si gioca per la prima volta quella che poi prenderà il nome tradizionale di "The Game" ("la partita"): Harvard contro Yale. Per disputare l'incontro vengono stipulate delle particolari regole ("Concessionary Rules"), che stabiliscono una variante del rugby. Yale esce sconfitta con il risultato di 4-0 a favore di Harvard, ma vi è piena soddisfazione per il tipo di gioco e le regole che si sono venute a creare. Alla partita assistono alcuni studenti di Princeton, i quali portano a casa anche loro il nuovo regolamento.
Il 23 novembre 1876 i rappresentanti dei college di Harvard, Yale, Princeton e Columbia si incontrano alla Massasoit House di Springfield (Massachusetts) allo scopo di fissare un nuovo codice di regole ispirato al set regolamentare stabilito per la sfida del 1874 fra Harvard e McGill. La fonte di ispirazione principale del nuovo regolamento è quello previsto dalla Rugby Football Union inglese, anche se con una importante differenza: il modo principale per portare a casa un punto è quello di segnare un touchdown, invece che segnare in porta (un cambiamento in questo senso si avrà anche nel rugby). Alla conclusione dell'incontro tre college - Harvard, Columbia e Princeton - fondano la Intercollegiate Football Association. Yale rimane fuori dall'associazione fino al 1879 a causa di un disaccordo sul numero di giocatori per squadra.

### Walter Camp: il padre del football americano
Walter Camp è largamente considerato come la figura più importante per lo sviluppo del football americano. Da ragazzo Camp eccelle in diversi sport, fra cui atletica, baseball e calcio; dopo essersi iscritto a Yale nel 1876, continua ad accumulare successi sportivi in ogni disciplina.

### Tabella storica riassuntiva dei punteggi nel college football
| Periodo | Touchdown | Field goal | Extra point (kick) | Extra point (touchdown) | Safety | Extra point (safety) | Defensive conversion |
| --- | --------- | ---------- | ------------------ | ----------------------- | ------ | -------------------- | -------------------- |
| 1883 | 2         | 5          | 4                  | --                      | 1      | --                   | --                   |
| 1883-1897 | 4         | 5          | 2                  | --                      | 2      | --                   | --                   |
| 1898-1903 | 5         | 5          | 1                  | --                      | 2      | --                   | --                   |
| 1904-1908 | 5         | 4          | 1                  | --                      | 2      | --                   | --                   |
| 1909-1911 | 5         | 3          | 1                  | --                      | 2      | --                   | --                   |
| 1912-1957 | 6         | 3          | 1                  | --                      | 2      | --                   | --                   |
| 1988-oggi | 6         | 3          | 1                  | 2                       | 2      | 1                    | 2                    |
| Nota: Per brevi periodi alla fine del XIX secolo, alcune infrazioni concedevano alla squadra avversario 1 o più punti; inoltre alcune squadre, a cavallo fra XIX e XX secolo, scelsero un proprio sistema in occasione di partite extra-campionato. |           |            |                    |                         |        |                      |                      |

Fonti: 

### L'espansione (1880-1904)
Negli ultimi due decenni dell'Ottocento il college football si espande enormemente. Nel 1880 soltanto 8 college schieravano una squadra di football per le sfide con altre università, ma soltanto nel 1900 il numero dei college partecipanti al campionato intercollegiale era salito a 40. È in questo periodo che nascono anche le prime rivalità nel college football.
Il novembre del 1890 è un periodo di grandi novità per il college football. Il 22 novembre viene giocata la prima partita di college football in Kansas: a Baldwin City i padroni di casa della University of Kansas perdono 9-22 contro la selezione della Baker University. Il 27 novembre è la volta del Tennessee a vedere la prima partita di college football: un rotondo 40-0 vede vincente la squadra della Vanderbilt University contro la selezione della Nashville University. E il 29 novembre si gioca per la prima volta la sfida fra le accademie militari dell'Esercito (Army) e della Marina (Navy), che vede vincente quest'ultima con un secco 24-0.

#### Il college football nell'est degli Stati Uniti
Il 25 ottobre 1884 va in scena la prima partita in cui la squadra vincitrice surclassa gli avversari di oltre 100 punti: Yale batte Dartmouth 113-0. È anche la prima partita in cui una squadra va oltre i 100 punti e in cui contemporaneamente la squadra sconfitta rimane al palo. La settimana successiva Princeton distrugge la selezione del Lafayette College 140-0.
Il 28 settembre 1892 viene giocata la prima partita di college football in notturna: la sfida vede scendere in campo allo Smythe Park di Mansfield (Pennsylvania) il Mansfield State Normal e il Wyoming Seminary. La partita viene comunque sospesa alla fine del primo tempo sul risultato di 0-0 per inadeguatezza dell'impianto di illuminazione. Nella sfida Army-Navy del 1893 (vittoria di Navy per 6-4) si vede per la prima volta l'utilizzo di un casco protettivo da parte del giocatore di Navy Joseph M. Reeves, il quale se l'era fatto costruire da un fabbro locale dopo essere stato avvertito dai medici del rischio di morire dopo aver subito un calcio alla testa nella partita precedente.

#### La situazione a ovest

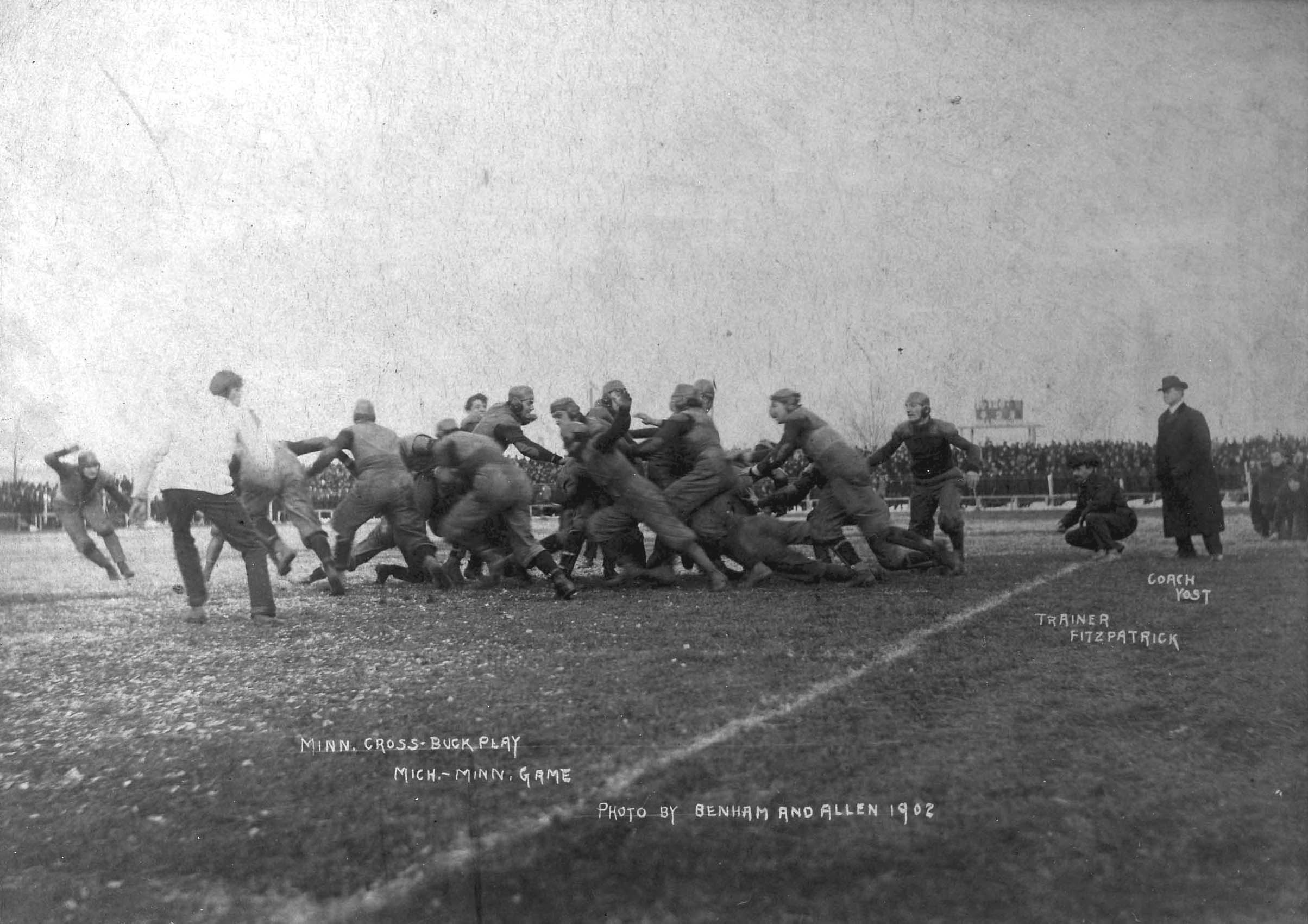
La sfida del 1902 fra Minnesota e Michigan.

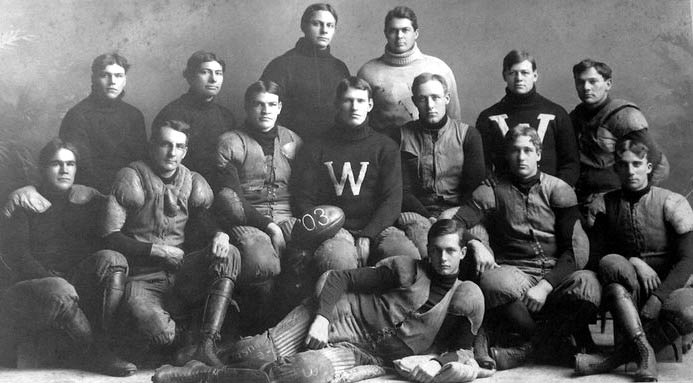
La squadra di football dell'Università del Wisconsin nell'anno 1903.

Nel 1879 l'Università del Michigan fonda la propria squadra di football, diventando la prima squadra di college football a ovest della Pennsylvania. Il 30 maggio dello stesso anno batte il Racine College a Chicago per 1-0. Il Chicago Daily Tribune descrive la partita come "la prima partita di rugby-football a essere giocata a ovest delle Alleghenies Mountains". Altre università che organizzano squadre di football nel Midwest sono (fra le altre) l'Università di Chicago, Northwestern University e l'Università del Minnesota. La prima squadra di questa regione a giocare partite con selezioni dell'est è Michigan, che nel 1881 disputa tre partite con Harvard, Yale e Princeton. Nel 1895 viene fondata la prima lega intercollegiale a livello interstatale, la Intercollegiate Conference of Faculty Representatives (anche conosciuta con il nome di Western Conference), che più tardi diventerà la Big Ten Conference.
Guidati dal leggendario coach Fielding H. Yost, Michigan diventa la prima potenza del college football. Dal 1901 al 1905 Michigan riesce nell'impresa di vincere 56 partite consecutive, fra cui è da considerare la vittoria del Rose Bowl nel 1902 (la prima partita di postseason giocata nella storia del college football). Durante questo periodo Michigan segna ben 2831 punti, subendone soltanto 40.
Il 30 novembre 1905 Chicago riesce a sua volta nell'impresa di battere Michigan per 2-0. Soprannominata come "The First Greatest Game of the Century", è la partita che vede finire la striscia vincente di Michigan e segna anche la fine del periodo in cui le partite vedono punteggi enormi (l'era dei "Point-a-Minute").

#### Negli stati del Sud

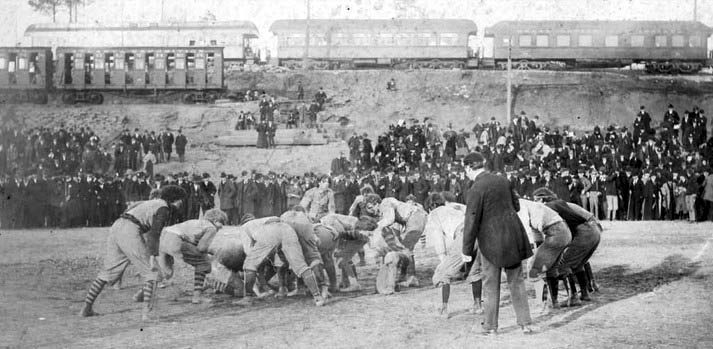
Un'immagine della sfida fra Auburn University e University of Georgia del 28 novembre 1895, giocata al Piedmont Park di Atlanta (Georgia).

La prima partita giocata nel sud degli Stati Uniti di cui si ha notizia è quella disputata il 9 aprile 1880 allo Stoll Field di Lexington (Kentucky) fra Transylvania University (che poi prese il nome di Kentucky University) e il Centre College: i primi battono gli ospiti con il punteggio di 13¾-0.
Il 13 novembre 1887 si gioca la prima partita nello stato della Virginia: finisce 0-0 fra le selezioni dell'Università della Virginia e della Pantops Academy. Gli studenti dell'Università della Virginia giocavano a una versione più rugbistica del football americano fin dal 1870, e alcuni autori sostengono che sia stata organizzata una partita contro la squadra della Washington and Lee University nel 1871, appena due anni dopo la prima storica partita di football fra Rutgers e Princeton nel 1869. Non ci sono comunque documenti che lo possano dimostrare.
Il 30 gennaio 1892 viene giocata invece la prima partita nel "profondo Sud": all'Herty Field di Athens (Georgia) la squadra rappresentativa dell'Università della Georgia battono 50-0 la squadra della Mercer University.
All'anno 1894 risalgono le origini delle moderne Southeastern Conference (SEC) e della Atlantic Coast Conference (ACC). Il 21 dicembre del 1894 il professore di chimica della Vanderbilt University William Dudley fonda la Southern Intercollegiate Athletic Association (SIAA). Alla nuova lega partecipano inizialmente Alabama, Auburn, Georgia, Georgia Tech, North Carolina, Sewanee e Vanderbilt. Nel 1895 si uniscono anche Clemson, Cumberland, Kentucky, LSU, Mercer, Mississippi, Mississippi A&M (poi diventata Mississippi State), Southwestern Presbyterian University, Tennessee, Texas, Tulane e University of Nashville (ora defunta). Obiettivo originario della nuova associazione è quello di "sviluppare lo sport collegiale in tutto il Sud".
Il football college arriva in Florida nel 1901. La nuova disciplina era già arrivata in questo stato nel 1894, quando vengono giocate una serie di partite fra squadre degli stessi college (presso la Stetson University, ad esempio). La prima sfida fra due college in Florida viene giocata il 22 novembre 1901 nell'ambito della Jacksonville Fair, quando la selezione della Stetson University batte a Lake City il Florida Agricultural College (una delle quattro scuole predecessori della University of Florida) con un punteggio di 6-0.
Il 27 settembre 1902 Georgetown batte Navy per 4-0: in questa partita, secondo i resoconti storici di Georgetown, il giocatore Percy Given sarebbe stato impiegato per la prima volta nella storia del football americano come linebacker, in contrasto con la tradizione che affida il ruolo di primo linebacker della storia a Germany Schulz. Il primo linebacker del Sud si considera invece Frank Juhan.
Il giorno del ringraziamento del 1904 viene giocata a Montgomery (Alabama) la sfida fra le due migliori squadre della Southern Intercollegiate Athletic Association (un "SIAA championship game") fra Cumberland e Clemson. La partita finisce 11-11 alla fine del tempo regolamentare, senza nessun chiaro vincitore. Ma John Heisman, ex giocatore e head coach di Clemson, dichiara di voler cedere il titolo alla squadra avversaria. Sarà l'ultima partita di John Heisman come allenatore di Clemson.
Il 1904 vede anche grandi allenatori prendere possesso di università del Sud: ad Auburn arriva Mike Donahue, a Georgia Tech viene assunto John Heisman mentre Dan McGugin arriva a Vanderbilt.

### Violenza e polemiche (1905)
Sin dall'inizio della sua storia, il football è uno sport violento. Nel 1894 la sfida fra Harvard e Yale vede ben 4 giocatori infortunatisi gravemente (un match che passerà alla storia come "il bagno di sangue di Hampden Park"), portando alla decisione di non rigiocare la sfida fino al 1897. Per ragioni simili anche la rivalità fra Army e Navy viene sospesa dal 1894 fino al 1898. Una delle cause principali dei numerosi infortuni è la popolarità di formazioni offensive come la "flying wedge", uno schieramento a cuneo dove un gran numero di giocatori d'attacco si posizionano uniti per sfondare la formazione difensiva, schierata specularmente. Il risultato sono numerosi scontri che spesso portano a gravi infortuni e qualche volta alla morte. Fa molto scalpore la morte del fullback di Georgia Richard Von Albade Gammon a seguito dei traumi cerebrali ricevuti nella sfida contro Virginia del 1897.
La situazione e le polemiche esplodono nel 1905, quando in tutto il territorio nazionale si riscontrano in totale 19 decessi fra i giocatori di football per scontri durante le partite. Il presidente degli Stati Uniti Theodore Roosevelt minaccia seriamente di vietare il gioco se non dovessero esserci modifiche regolamentari per evitare questi episodi luttuosi. Tuttavia la versione secondo cui vi siano state delle minacce di divieto del football proprio dal presidente Roosevelt viene contestata da diversi storici dello sport. Quello che è sicuramente certo è che il 9 ottobre 1905 Roosevelt convoca un incontro con i rappresentanti di Harvard, Yale e Princeton. Durante l'incontro Roosevelt non minaccia il divieto (dato che è sprovvisto di tale potere, oltre che essere un appassionato di questo sport dato che i suoi figli sono giocatori di football), bensì chiede ai rappresentanti convocati di modificare il regolamento per ridurre gli infortuni.
Nel frattempo John H. Outland organizza una partita sperimentale a Wichita (Kansas) dove il regolamento riduce il numero di giocate possibili per guadagnare un 1° down da 4 a 3, allo scopo di ridurre gli infortuni. Il Los Angeles Times parla di un aumento dei punt-kick (i calci di allontanamento) e commenta registrando la maggior sicurezza per i giocatori, ma d'altra parte descrive la nuova regola come non "costruttiva ai fini dello sport". Comunque sia il 28 dicembre 1905 a New York si riuniscono i 62 rappresentanti dei diversi college: lo scopo dell'incontro è discutere su possibili modifiche regolamentari per rendere il football più sicuro. Il risultato dell'incontro è la fondazione della "Intercollegiate Athletic Association of the United States", più tardi rinominata con l'odierno nome di National Collegiate Athletic Association (NCAA). Una delle modifiche regolamentari più importanti introdotta nel 1906, allo scopo di rendere il gioco più spettacolare e per ridurre gli infortuni, è quella che prevede la possibilità di effettuare il passaggio di pallone in avanti. Anche se per anni questa nuova possibilità non viene sfruttata, il passaggio in avanti diventa una delle regole che rendono definitivo e caratteristico il gioco del football americano.

### Modernizzazione e innovazione (1906-1930)

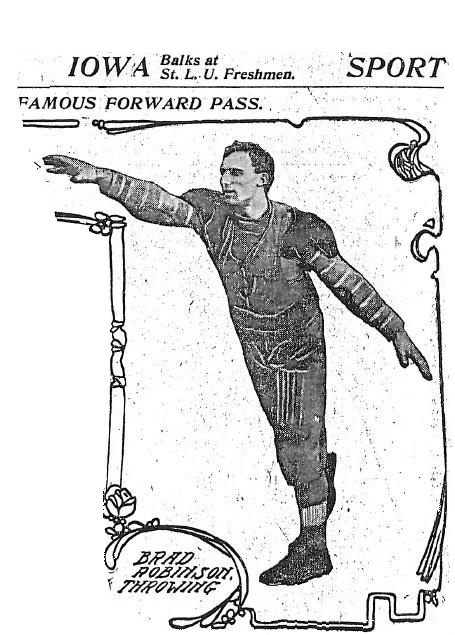
Un particolare di un'edizione del St. Louis Dispatch del 1906, con una fotografia raffigurante Brad Robinson, il giocatore che effettuò il primo passaggio in avanti nella storia del football americano.

Come conseguenza delle riforme regolamentari del biennio 1905-1906, scomparvero le pericolose formazioni a cuneo, mentre cominciò a essere sempre più utilizzato il passaggio in avanti. Il primo utilizzo di questa novità regolamentare di cui si ha notizia risale al 5 settembre 1906, quando Bradbury Robinson, giocatore della St. Louis University (agli ordini del visionario coach Eddie Cochems) lancia il pallone in avanti contro la difesa del Carroll College in una partita giocata a Waukesha (Wisconsin). Nel 1910 arrivano altre novità regolamentari: l'obbligo di schierare almeno 7 uomini sulla line of scrimmage per la formazione d'attacco; il divieto di strattonare o spingere l'avversario; il divieto di legarsi all'avversario con le braccia o di tirare con le mani le maglie o le cinture degli avversari. Queste modifiche riducono drasticamente i potenziali infortuni più pericolosi. Con la stabilizzazione del gioco emergono anche i nomi di diversi coach che, sfruttando il nuovo regolamento, inventano un nuovo modo di interpretare le partite. Amos Alonzo Stagg introduce l'uso dell'huddle, del "tackling dummy" in allenamento, e dei movimenti dei giocatori d'attacco poco prima dello snap. Pop Warner e Knute Rockne, fra gli altri, introducono nuove strategie che sono ancora parte integrante del gioco moderno.
Nei successivi primi decenni del XX secolo vengono introdotte altre modifiche regolamentari che stabilizzano sempre di più il gioco del football americano, con l'effetto soprattutto di aumentare l'impiego del passaggio in avanti. Nel 1914 viene introdotto il fallo di "roughing-the-passer" a tutela del quarterback (cioè il divieto di toccare il QB dal momento in cui il pallone ha lasciato le sue mani). Nel 1918 viene concesso ai giocatori che possono ricevere il passaggio del QB ("eligible players") di poter effettuare la presa in qualsiasi zona del campo, mentre in precedenza la presa al volo era concessa soltanto in zone limitate del terreno di gioco. In questo periodo viene modificato anche il sistema di punteggio: il field goal viene premiato con 3 punti, mentre il touchdown con 6 punti nel 1912.
In questo momento storico emergono anche i primi giocatori leggendari, fra cui Jim Thorpe, Red Grange e Bronko Nagurski: questi giocatori diventeranno successivamente i protagonisti della emergente lega professionistica di football, la NFL. Anche giornalisti come Grantland Rice contribuirono a rendere sempre più popolare il football americano grazie ai loro resoconti delle partite giocate in tutto il paese, introducendo l'utilizzo di soprannomi come "Four Horsemen" (il backfield di Notre Dame) e "Seven Blocks of Granite" (la linea offensiva della Fordham University).
Nel 1907 a Champaign (Illinois), durante l'intervallo della partita fra Chicago e Illinois (vinta da Chicago per 42-6), viene proposto il primo "halftime show" della storia del football, con il concerto di una marching band. Il 25 novembre 1911 la sfida fra Kansas e Missouri (finita 3-3) viene raccontata azione per azione via telegrafo ad almeno 1.000 tifosi rimasti a Lawrence (Kansas). La partita fra West Virginia e Pittsburgh dell'8 ottobre 1921, vinta da Pittsburgh con il risultato di 21-13, è la prima a essere raccontata con una telecronaca sulla radio KDKA di Harold W. Arlin. Il 28 ottobre 1922 la partita fra Princeton e Chicago è la prima partita trasmessa via radio su scala nazionale. Princeton vince 21-18 in una partita durissima, che porta alla squadra vincente il soprannome di "Team of Destiny".
Grazie all'uso dell'attacco "jump shift" promosso dall'allenatore John Heisman, Georgia Tech sommerge Cumberland, il 7 ottobre 1916, con il punteggio di 222-0. A oggi è la partita di college football con il punteggio più pesante per la squadra sconfitta. Georgia Tech in questo periodo riesce a inanellare una striscia di 33 partite consecutive senza sconfitte. La squadra del 1917 è la prima formazione del Sud a laurearsi campione nazionale, e due dei suoi giocatori (Walker Carpenter e Everett Strupper) sono i primi provenienti dal Deep South a essere nominati nella formazione All-American. Il 1917 vede anche l'emergere della selezione rappresentativa del Center College (istituto del Kentucky), che il 29 ottobre 1921 riesce nell'impresa di battere i più quotati campioni nazionali in carica di Harvard per 6-0 (una partita che viene ancora oggi considerata come una delle vittorie a sorpresa più belle della storia del college football). Nel 1922 si sfidano Vanderbilt e Michigan per inaugurare il Dudley Field di Nashville (Tennessee), il primo stadio nel Sud degli Stati Uniti esclusivamente dedicato al college football. La sfida è caratterizzata anche dal fatto che i coach delle rispettive squadre, Fielding Yost (Michigan) e Dan McGugin (Vanderbilt) sono cognati, con quest'ultimo cresciuto sotto l'ala protettrice di Yost. La partita finisce 0-0 per via delle due migliori difese di quella stagione: le cronache parlano di una incredibile resistenza da parte della difesa di Vanderbilt quando l'attacco di Michigan si trova soltanto a pochi centimetri dalla linea di touchdown. La partita, ricordata come "una grande sorpresa per il mondo dello sport", è ancora nella memoria della tradizione sportiva di Vanderbilt: i suoi tifosi festeggiarono la grande prestazione della propria squadra lanciando in campo quasi 3000 cuscini. Il line coach di Vanderbilt è Wallace Wade, che nel 1925 andrà ad allenare Alabama, con cui vincerà il Rose Bowl (prima vittoria di questa prestigiosa partita per una squadra del Sud).

#### Glenn "Pop" Warner

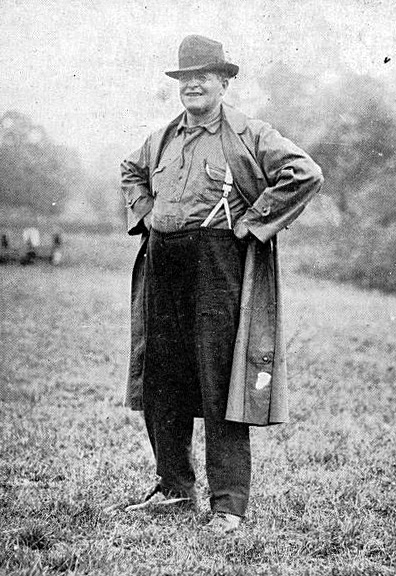
"Pop" Warner nel 1917, head coach di Pittsburgh (che in quella stagione chiusero con un record di 10 vittorie e nessuna sconfitta).

Durante la sua carriera, Glenn "Pop" Warner ha allenato in tantissime scuole, fra cui University of Georgia, Cornell University, University of Pittsburgh, Stanford University e Temple University. Uno dei suoi incarichi più noti è quello presso la Carlisle Indian Industrial School, dove allena Jim Thorpe, il quale diventerà il primo presidente della National Football League, medagliato olimpico alle Olimpiadi del 1912 (nel pentathlon e nel decathlon) e considerato uno dei più completi atleti della storia dello sport americano. Nel 1927 Warner pubblica uno dei libri più importanti sulla strategia del football americano, Football for Coaches and Players. L'evoluzione più importante apportata da Warner sono sicuramente lo sviluppo delle formazioni "single wing" e "double wing", dove vengono schierati uno o due giocatori più larghi rispetto alla linea offensiva (la dislocazione separata di questi giocatori è comunque dovuta a una "invenzione" di Stagg, anche se Warner è stato il primo a svilupparle per sfruttare la nuova regola del passaggio in avanti). Per quasi quarant'anni queste formazioni saranno le più importanti e le più utilizzate nel football americano. Altri sviluppi nel gioco dovuti a Warner sono gli schemi di bloccaggio della linea (ancora utilizzati), la "three-point stance" per i giocatori di linea (i quali si posizionano con una sola mano a contatto con il terreno), e il "reverse play" (dove, da un iniziale movimento per un gioco di corsa, il pallone viene consegnato a un wide receiver che corre nella direzione opposta al movimento iniziale).

#### Knute Rockne

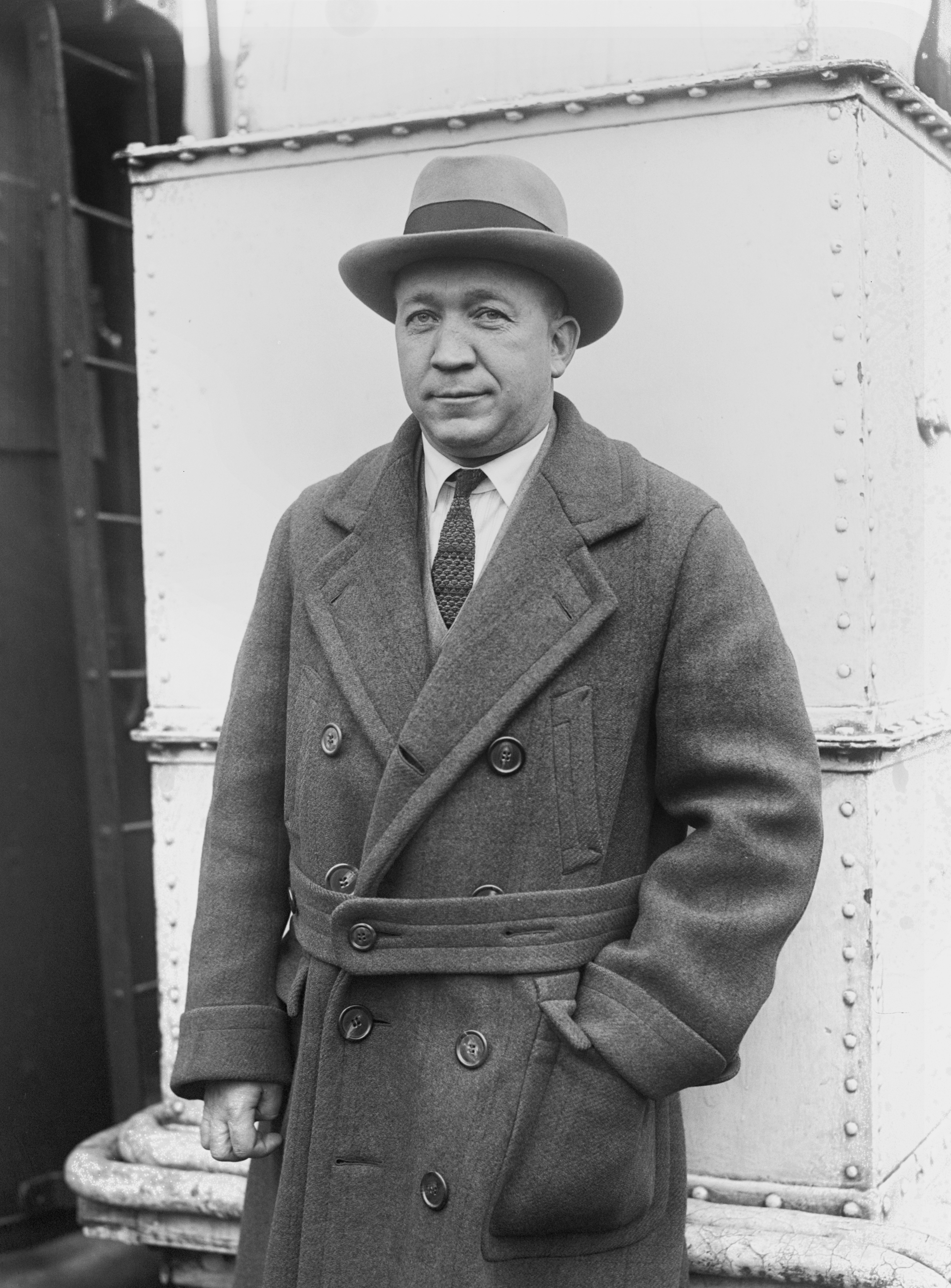
Knute Rockne.

Di origini norvegesi, Knute Rockne diventa noto alle cronache sportive come difensore della selezione di Notre Dame: a quei tempi una sconosciuta scuola cattolica del Midwest. Quando la sua squadra viene scelta da Army come sparring partner per una partita d'allenamento, Rockne e la sua scuola sono poco conosciuti a livello nazionale. Insieme al quarterback Gus Dorais, Rockne (diventato nel frattempo allenatore) elabora un sistema d'attacco che per la prima volta fa largo uso del passaggio in avanti e nella sfida contro Army la sua squadra esce vincitrice per 35-13, consentendo a Notre Dame di guadagnare fama e attenzione a livello nazionale. Dopo diversi incarichi, Rockne torna ad allenare Notre Dame nel 1918, dove elabora il potente attacco "Notre Dame Box" (che si ispira alla single wing formation sviluppata da Pop Warner). Rockne è noto anche per aver reso popolare e comune il passaggio in avanti, una giocata poco utilizzata in quel periodo. Rockne costruisce un attacco in cui gli spostamenti di poco precedenti lo snap sono numerosi, allo scopo di cogliere impreparate le difese avversarie: tutto questo porta a una modifica del regolamento, che da quel momento obbliga le formazioni offensive a non poter cambiare posizione per un intero secondo prima dello snap. Da squadra di livello locale, i "Fighting Irish" di Rockne diventano famosissimi e viaggiano per tutto il territorio nazionale allo scopo di giocare partite di esibizione. Durante la gestione Rockne, nasce anche la rivalità fra Notre Dame e University of Southern California. Il record complessivo di Rockne come head coach di Notre Dame è impressionante: 105 vittorie, 12 sconfitte e 5 pareggi. Nel 1931 Rockne muore tragicamente in un incidente aereo: il suo funerale viene trasmesso in tutta la nazione con una diretta radio.

### Da sport locale a sport di livello nazionale (1930-1958)
Nei primi anni '30 del Novecento il college football continua a crescere di popolarità, soprattutto al Sud grazie alla nascita di feroci rivalità, come quella fra Virginia e North Carolina ("South's Oldest Rivalry"), oppure quella fra Georgia e Auburn ("Deep South's Oldest Rivalry"). Anche se le potenze di caratura nazionale sono tutte dislocate nel Northeast o nel Midwest degli Stati Uniti, in questo periodo storico cominciano a salire di livello diversi college del Sud e della West Coast. La formazione di Alabama del 1925, guidata da Wallace William Wade, vince il Rose Bowl del 1926 dopo aver vinto il suo primo titolo nazionale; la squadra di Georgia Tech del 1928 di William Alexander sconfigge University of California nel Rose Bowl del 1929. In poco tempo il college football diventa lo sport più popolare negli stati del Sud.
È durante questo periodo che nascono anche le moderne conference del college football. La Southwest Athletic Conference (SAC) nasce nel 1915: formata prevalentemente da scuole del Texas, la conference esprime nel 1938 e nel 1939 due squadre campioni nazionali (rispettivamente, Texas Christian University e Texas A&M). La Pacific Coast Conference (PCC), che poi diventerà l'odierna Pacific-12 Conference (Pac-12), nel 1931 e nel 1932 vede una sua appartenente campione nazionale per due anni consecutivi, cioè University of Southern California (USC). La Southeastern Conference (SEC) viene fondata nel 1932 e comprende soprattutto istituti universitari del Profondo Sud, ma, come era già nei decenni precedenti, è la Big Ten che continua a dominare negli anni '30 e '40, con Minnesota che vince 5 titoli nazionali fra il 1934 e il 1941, Michigan che si laurea campione nazionale nel 1933, nel 1947 e nel 1948 e Ohio State che vince il titolo nazionale nel 1942.
Se negli anni '30 il college football vede crescere le squadre partecipanti, lo sport vede crescere anche il seguito di pubblico. Vengono creati altri 4 bowl games: nel 1935 l'Orange Bowl, il Sugar Bowl e il Sun Bowl, mentre il Cotton Bowl vede la sua nascita nel 1937. Sostituendosi a una finale nazionale, i bowl games appena creati (insieme al più antico Rose Bowl) permettono di veder sfidarsi squadre provenienti da regioni diverse che non avrebbero altro modo per potersi sfidare. Nel 1936 la Associated Press comincia a elaborare il suo "poll" settimanale: un gruppo di giornalisti sportivi di caratura nazionale votano ogni settimana una classifica delle migliori squadre di college football della nazione. Dato che ancora non esiste una finale per determinare il campione nazionale, viene utilizzato questo sondaggio della Associated Press per decidere la miglior squadra degli Stati Uniti e attribuirgli il titolo di campione nazionale di college football.
Dal punto di vista tecnico, il decennio degli anni '30 vede la grande crescita del "passing game". Anche se alcuni coach sono piuttosto restii a utilizzare questa nuova fonte di gioco, come Robert Neyland (head coach di Tennessee), il gioco di passaggio continua a evolversi anche a causa di alcune novità regolamentari. Nel 1934 il comitato a cui viene affidata l'emanazione delle modifiche regolamentari elimina due tipologie di penalità che penalizzavano l'impiego del passaggio in avanti: quella di 5 iarde per due passaggi in avanti non completati nella stessa serie di down e quella che provocava la perdita del possesso del pallone in caso di passaggio incompleto nella end zone avversaria. Sempre nello stesso anno viene modificata anche la dimensione del pallone, rendendo la sua circonferenza più piccola e quindi più facilmente gestibile nella sua presa e nella gestione dei lanci. Alcuni giocatori che diventarono noti proprio in conseguenza delle modifiche regolamentari suddette sono il receiver di Alabama Don Hutson e il quarterback di TCU "Slingin" Sammy Baugh.
Nel 1935 per la prima volta il Downtown Athletic Club di New York consegna l'Heisman Trophy all'halfback dell'Università di Chicago Jay Berwanger, che poi sarà anche il primo giocatore della storia a essere scelto nel Draft NFL del 1936. Il trofeo viene creato dallo scultore Frank Eliscu prendendo come modello il giocatore di NYU Ed Smith. Il trofeo viene consegnato ogni anno al giocatore ritenuto più forte dal Downtown Athletic Club. L'Heisman Trophy è ancora oggi uno dei riconoscimenti più importanti nel mondo sportivo statunitense.
Con la seconda guerra mondiale i giocatori di college football vengono arruolati nelle forze armate statunitensi. Alcuni di questi giocatori si trasferiscono nel college di West Point, portando Army a vincere il titolo nazionale nel 1944 e nel 1945 sotto la guida del coach Red Blaik. Ben due giocatori di Army ("Mr. Inside" Doc Blanchard e "Mr. Outside" Glenn Davis) vincono l'Heisman Trophy nel 1945 e nel 1946. Nel coaching staff di Army durante il periodo 1944-1946 c'è anche Vince Lombardi, futura leggenda del football americano.
Negli anni '50 il college football si polarizza attorno ad alcuni college che dominano il panorama nazionale. Oklahoma, sotto la guida del coach Bud Wilkinson, vince tre titoli nazionali fra il 1950 e il 1956 e vince tutti i campionati della Big Eight Conference a cui appartiene giocati nel decennio (totalizzando 47 vittorie consecutive). Nel 1954 e nel 1957 Woody Hayes guida Ohio State a due titoli nazionali mentre domina nella Big Ten Conference (vincendo 3 titoli Nel 1954, 1955 e 1957). Insieme al coach di Tennessee Robert Neyland, Wilkinson e Hayes sviluppano un gioco offensivo che predilige i giochi di corsa rispetto ai giochi di passaggio: la frequenza percentuale dei giochi di passaggio cala da 18,9 a partita nel 1951 a 13,6 nel 1955, mentre la media di giochi di corsa (sempre a partita) è di vicina a 50. E non è un caso che, nel decennio degli anni '50, ben 9 dei 10 Heisman Trophy sono dei runningback. Notre Dame, che aveva precedentemente basato il suo successo sul passing game, vede un sostanziale declino nei risultati: gli anni '50 sono l'unica decade fra gli anni '20 e gli anni '90 in cui Notre Dame non ha ricevuto neanche un voto dall'AP Poll. Il quarterback di Notre Dame Paul Hornung riesce comunque a vincere l'Heisman Trophy nel 1956 (Horning è l'unico giocatore di una squadra con record stagionale negativo ad aver ricevuto il prestigioso premio).

### Il college football moderno (1950-oggi)
A seguito del successo televisivo della finale del campionato NFL del 1958, il college football perde il ruolo di sport più seguito negli Stati Uniti, cedendolo appunto al livello professionistico (almeno considerando la diffusione su tutto il territorio nazionale). Anche se entrambi i livelli beneficiano enormemente del successo televisivo, a partire dalla fine degli anni '50 la National Football League diventa uno sport di attenzione nazionale, mentre il college football assume una dimensione locale, anche se con numeri importanti.

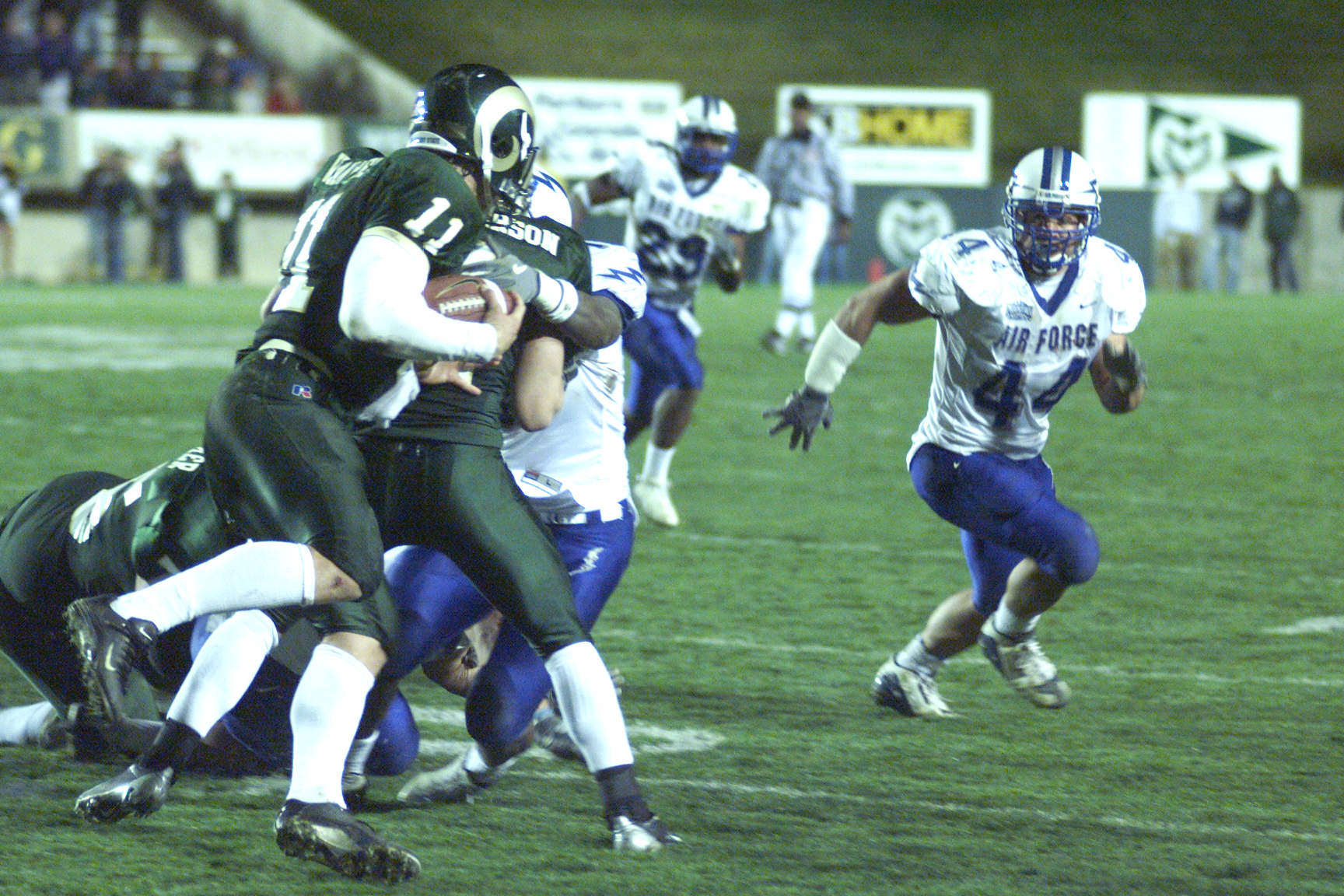
Un momento della partita fra Colorado State e Air Force del 16 ottobre 2003.

Ma, seguendo la scia del football professionistico, anche il college football diventa un evento televisivo. Negli anni '50 Notre Dame, che ha un largo seguito di pubblico, fonda il proprio network televisivo per trasmettere le partite della squadra di football, ma gli ascolti sono prevalentemente di tifosi del luogo dove ha sede il college. Nel 1952 la NCAA rileva i diritti televisivi di tutti gli eventi sportivi coinvolgenti i college membri, e comincia a negoziarli autonomamente. Il monopolio della NCAA continua fino al 1984, quando diversi college denunciano l'organizzazione sfruttando lo Sherman Antitrust Act. La Corte Suprema degli Stati Uniti emana una sentenza contraria alla NCAA: i college ora sono liberi di negoziare autonomamente i propri diritti televisivi. Nel 1966 la ABC Sports comincia a trasmettere in tutta la nazione una partita a settimana, facendo entrare per la prima volta nelle case degli appassionati le sfide e le rivalità più importanti di tutto il panorama nazionale del college football.
Nel frattempo l'evoluzione tecnica, tattica e strategica del gioco continua. Emory Bellard, assistant coach agli ordini di Darrell Royal (head coach di University of Texas), inventa la wishbone formation, che determina un attacco basato fortemente sui giochi di corsa, con diverse opzioni di scelta per il quarterback: in estrema sintesi, il quarterback (nello spazio di pochissimo tempo) ha la possibilità di decidere a chi passare o consegnare il pallone fra i tre runningback. Coach Royal insegna il nuovo sistema offensivo ad altri coach, fra cui Bear Bryant (Alabama), Chuck Fairbanks (Oklahoma) e Pepper Rodgers (UCLA), i quali adattano questo sistema ai propri gusti ed esigenze. Negli anni '60 e '70 nasce un sistema offensivo completamente opposto ai concetti della wishbone formation, cioè la spread offense. Anche se alcuni college utilizzano questo nuovo sistema per un gioco ancorandosi ancora al running game, la sua filosofia è quella di utilizzare soprattutto il passing game "allargando" (appunto, "spread") il campo orizzontalmente e verticalmente, creando in questo modo buchi nella difesa avversaria. Ma soltanto alcuni college riescono ad adattarsi ai tempi che cambiano e al nuovo modo di intendere il gioco: in questo periodo la classifica delle squadre con più vittorie vede nelle prime tre posizioni Michigan, Texas e Notre Dame.

#### L'aumento dei bowl games
| Anno | Numero di bowl games |
| ---- | -------------------- |
| 1930 | 1                    |
| 1940 | 5                    |
| 1950 | 8                    |
| 1960 | 8                    |
| 1970 | 8                    |
| 1980 | 15                   |
| 1990 | 19                   |
| 2000 | 25                   |
| 2010 | 35                   |

Fonti:
Per "bowl game" si intende una partita disputata alla fine della stagione regolare di college football fra le migliori squadre del panorama nazionale. Nel 1940 ci sono soltanto 5 bowl games: il Rose Bowl, l'Orange Bowl, il Sugar Bowl, il Sun Bowl e il Cotton Bowl. A partire dal 1950 se ne sono aggiunti altri 3, e nel 1970 il numero era ancora relativamente basso, con 8 bowl games totali. Negli anni '70, a causa delle pressioni dei network televisivi, il numero dei bowl games è aumentato considerevolmente: con la nascita dei networks televisivi via cavo (come ESPN) negli anni '80 il numero totale sale a 15. L'aumento degli spettatori televisivi e delle strutture dedicate al college football, provoca una vera e propria esplosione del loro numero negli anni '90: basti pensare che fra il 1950 e il 1980 il numero dei bowl games aggiunti è di 7, mentre fra il 1980 e il 2008 questa cifra sale a 20. Alcuni criticano fortemente l'aumento del numero di bowl games programmati, sostenendo che questa crescita ha diluito di molto l'importanza di queste partite, anche per i giocatori. A questa critica si ribatte solitamente dimostrando che con l'aumento del numero di bowl games è aumentata anche l'attenzione mediatica e l'impegno del mondo universitario nel college football.
Con l'aumento del numero di bowl games, diventa difficile determinare la squadra campione nazionale attraverso un sistema equo e giusto. A causa del fatto che le conference si legano contrattualmente ad alcuni bowl games (il cosiddetto "tie-in"), le partite che vedono come protagoniste le squadre più forti diventano sempre più rare. Nel 1992 sette conference insieme al college di Notre Dame (che si unisce in maniera autonoma rispetto alla propria conference) fondano la Bowl Coalition, che cerca di assicurare una sfida ogni anno fra la squadra in prima posizione e quella in seconda posizione nell'AP Poll di fine stagione. La Bowl Coalition dura tre anni fra molte difficoltà nelle scelte di calendario, a causa dei contratti che legano le singole conference con gli sponsor che gestiscono i vari bowl games: ad esempio, stabiliscono che i campioni della Big Eight e della SEC non possano mai scontrarsi in un bowl game, dato che le rispettive conference sono contrattualmente legate a bowl games differenti. Inoltre la Bowl Coalition non comprende il Rose Bowl, forse il bowl game più prestigioso, e neanche due conference importanti come la Pac-10 e la Big Ten. Nel 1995 la Bowl Coalition viene soppressa: al suo posto nasce la Bowl Alliance, che riduce il numero di bowl games e decide di restringere il numero di bowl games che attribuiscono un titolo nazionale (il Fiesta Bowl, il Sugar Bowl e l'Orange Bowl), e anche il numero di conference partecipanti (ACC, SEC, Southwest, Big Eight e Big East). La nuova Bowl Alliance decide quindi di assegnare le squadre n. 1 e n. 2 del ranking AP ad una partita che attribuisce il titolo nazionale. Il sistema attuale comunque non comprende ancora tre conference di rilievo: la Big Ten, la Pac-10 e neanche l'organizzazione del Rose Bowl, e quindi manca ancora un concreto sistema di legittimazione per un vero campione nazionale.

#### Le Bowl Championship Series
Nel 1998 viene creato un nuovo sistema, chiamato Bowl Championship Series (BCS). Per la prima volta sono incluse tutte le maggiori conference del college football (ACC, Big East, Big 12, Big Ten, Pac-10 e SEC) e le organizzazioni dei 4 bowl games più importanti (Rose Bow, Orange Bowl, Sugar Bowl e Fiesta Bowl). I rispettivi campioni delle sei conference e due squadre "ripescate" fra le migliori seconde, acquisiscono il diritto di partecipare ai 4 bowl games che ogni anno, a rotazione, assumono valore per l'assegnazione del titolo nazionale. Un'altra introduzione è la creazione di un sistema di ranking integrato, comprendenti poll elaborati dal mondo del giornalismo sportivo e da programmi informatici che valutano le singole prestazioni delle squadre. Sulla base di questo "polling" integrato, le squadre in prima e seconda posizione si scontrano ogni anno nella partita valida per il titolo nazionale. I tie-in continuano ad avere valore per i college e i bowl games esclusi dal nuovo sistema: infatti, negli in cui non era incluso nella nuova organizzazione, il Rose Bowl vedeva scontrarsi sempre i rispettivi campioni nella Big Ten e della Pac-10.
Il nuovo sistema delle Bowl Championship Series ha continuato ad evolversi negli anni, soprattutto a causa delle modifiche nel sistema integrato di ranking. Viene deciso che per i due ripescaggi si possa scegliere fra qualsiasi squadra appartenente alle conference della Division I NCAA, mentre vi è stato anche un caso in cui la selezione è avvenuta a favore di una squadra esterna alle conference aderenti alla nuova organizzazione (Utah nel 2005). A partire dalla stagione 2006 viene aggiunta in calendario un quinto bowl game (chiamato semplicemente "BCS National Championship Game"), da giocare nella sede di uno dei quattro bowl game compresi nell'organizzazione BCS nella settimana successiva all'ultimo bowl game in calendario. L'aggiunta della nuova partita permette ad altre due squadre di essere ripescate. Inoltre il nuovo regolamento modifica anche il sistema di selezione delle squadre che possano disputare i bowl games della BCS, allargando questa possibilità anche alle squadre campioni di altre cinque conference (Conference USA, Mid-American Conference, Mountain West Conference, Sun Belt Conference e Western Athletic Conference), a condizione che queste siano fra le migliori 12 squadre del ranking integrato, o che siano fra le migliori 16 squadre dello stesso ranking e che contemporaneamente siano in detta classifica in posizione migliore rispetto ad almeno una delle squadre campioni delle "conference BCS" (che prendono il nome anche di "AQ conferences", dove la sigla sta per "Automatic Qualifying"). Da quando è stata inserita questa regola, diverse sono state le squadre di conference non BCS a partecipare ai bowl games. Il Fiesta Bowl del 2009 vede come protagonisti Boise State contro TCU: è il primo bowl game con due squadre appartenenti a conference non BCS; più recentemente c'è riuscita Northern Illinois, che ha disputato l'Orange Bowl del 2013.

## Il football professionistico

### I giocatori, le squadre e le leghe delle origini (1892-1919)

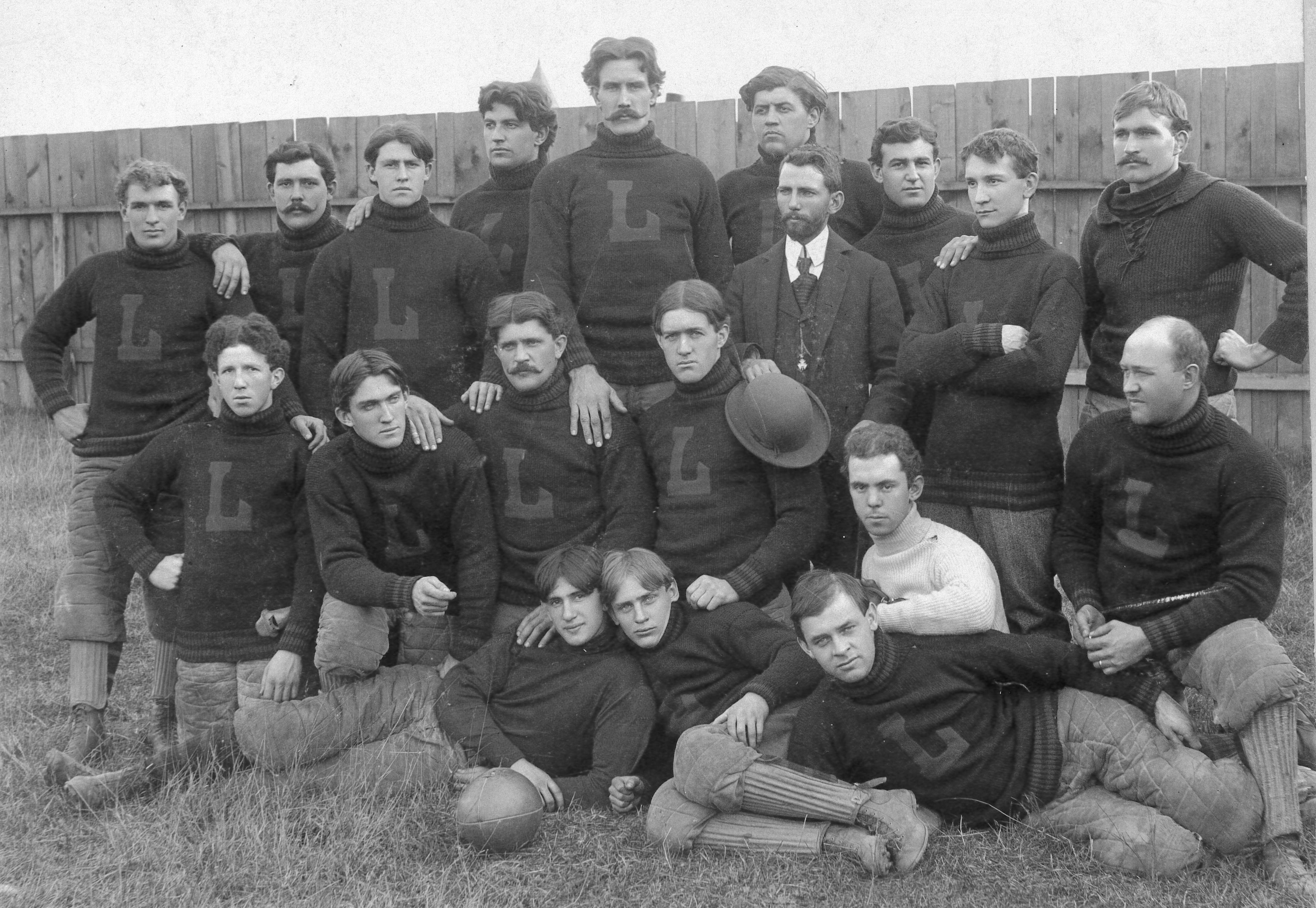
La formazione della Latrobe Athletic Association nel 1897, prima formazione professionistica di football americano a disputare un'intera stagione

All'inizio del XX secolo il football americano comincia a raccogliere attenzione da parte del pubblico statunitense, a causa della competizione e delle rivalità nascenti, anche se solo a livello locale. Anche se il pagamento di un salario ad uno sportivo è ancora considerato un atteggiamento non sportivo e disonorevole, un club sportivo dell'area di Pittsburgh, l'Allegheny Athletic Association (appartenente al circuito di football americano della Pennsylvania), riesce di nascosto a firmare l'ex giocatore di Yale (nominato anche nella selezione All-American) William "Pudge" Heffelfinger. Il 12 novembre 1892 Heffelfinger diventa il primo giocatore professionista di football americano di cui si ha notizia. Il contratto prevede il pagamento di 500 dollari per giocare in una partita contro il Pittsburgh Athletic Club. In quella partita Heffelfinger riesce a raccogliere un fumble di Pittsburgh e corre 35 iarde segnando un touchdown: il risultato finale dell'incontro è di 4-0 per Allegheny. Anche se già all'epoca molti osservatori nutrono profondi sospetti sul giocatore, l'esistenza del contratto viene nascosta per anni.
Il 3 settembre 1895 viene giocata la prima partita di football professionistico a Latrobe (Pennsylvania) fra la Latrobe Athletic Association e il Jeannette Athletic Club, dove Latrobe vince 12-0. Durante la partita il quarterback di Latrobe, John Brallier, è il primo giocatore a dichiarare pubblicamente di essere pagato per giocare a football (10 dollari più il rimborso spese). Nel 1897 Latrobe è la prima squadra a pagare tutti i giocatori del suo roster per un'intera stagione, diventando la prima squadra professionistica di football americano. Nel 1898 William Chase Temple rileva tutti i contratti di Latrobe agendo in rappresentanza del Duquesne Country and Athletic Club, una squadra professionistica con sede a Pittsburgh dal 1895 fino al 1900, facendo di Temple il primo proprietario di una squadra di football. Verso la fine del 1898, nel South Side di Chicago viene fondato il Morgan Athletic Club: in futuro la squadra assumerà il nome di Chicago Cardinals per poi diventare gli odierni Arizona Cardinals (che sono, dunque, la franchigia sportiva professionistica più antica del football americano).
Nel 1902, per iniziativa di alcune squadre di baseball professionistiche (fra cui i Philadelphia Athletics, i Pittsburgh Pirates e i Philadelphia Phillies), viene creata la prima lega professionistica di football americano, la National Football League (soltanto un'omonima dell'odierna NFL): il primo titolo viene vinto dalla squadra organizzata dai Pirates di Pittsburgh, i Pittsburgh Stars (anche se il titolo viene reclamato sia dai Philadelphia Football Athletics sia dai Philadelphia Football Phillies). Nel frattempo Tom O'Rourke, manager del Madison Square Garden, organizza un torneo di football a cinque squadre dal nome "World Series of Football". Il 29 dicembre 1902 viene giocata la prima partita di football indoor fra il Syracuse Athletic Club e una squadra di New York (vittoria per Syracuse per 5-0); Syracuse riuscirà a vincere quel campionato, mentre l'anno successivo ci riuscirà il Franklin Athletic Club. Ma il 1903 vede anche la fine di queste World Series.
Nel periodo successivo l'Ohio diventa il teatro del football professionistico fino alle prime decadi del XX secolo. Piccole cittadine dell'Ohio come Massillon, Akron, Portsmouth e Canton diventano sedi di squadre professionistiche che si uniscono in una lega conosciuta con il nome di "Ohio League", diretta genitrice dell'odierna National Football League. Nel 1906 la partita fra i Canton Bulldogs e i Massillon Tigers è il primo caso di evento sportivo influenzato dalle scommesse clandestine: uno dei primi scandali di questo tipo della storia sportiva degli Stati Uniti. I Tigers non riescono a dimostrare con prove sufficienti la combine dei Bulldogs, ma quest'ultima compagine cadrà in rovina e porterà con sé il football professionistico nell'Ohio fino alla metà degli anni '10.
Nel 1915 arriva la svolta del football professionistico americano: i Canton Bulldogs, riformatisi dopo lo scandalo, firmano l'ex campione olimpico Jim Thorpe, che diventa negli anni successivi il volto più noto del football e che assumerà un ruolo fondamentale nella fondazione della NFL cinque anni più tardi. A causa della prima guerra mondiale e dell'influenza spagnola, nel 1918 molti giocatori militanti nella Ohio League si trasferiscono nelle squadre della rivale New York Pro Football League (nata nel 1916); il livello della Ohio League rimane comunque alto nonostante le difficoltà. Nel 1919 la Ohio League e la lega di New York si equivalgono fra loro e nel frattempo si formano altre squadre nelle principali città americane, come Chicago, Filadelfia e Detroit.

### I primi anni della NFL (1920-1936)

#### La fondazione

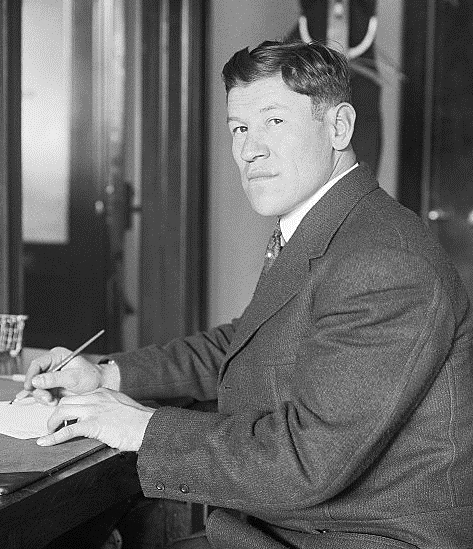
Jim Thorpe, primo presidente della NFL.

L'espansione del football professionistico nel 1919 provoca un drastico aumento dei costi, dovuti al bisogno (da parte delle singole squadre) di accaparrarsi i migliori giocatori. Le varie leghe regionali decidono dunque di creare un'unica lega allo scopo di risolvere o per lo meno limitare questi problemi.
Nel 1920, in occasione di un incontro presso un concessionario della Hupmobile di Canton (Ohio), nasce l'American Professional Football Association. Jim Thorpe viene eletto come primo presidente della lega. Dopo una serie di successivi incontri, vengono formalizzate le regole per la permanenza all'interno di essa da parte delle singole squadre. Le squadre originarie sono le seguenti:
- Akron Pros
- Buffalo All-Americans
- Canton Bulldogs
- Chicago Tigers
- Cleveland Tigers
- Columbus Panhandles
- Dayton Triangles
- Decatur Staleys
- Detroit Heralds
- Hammond Pros
- Muncie Flyers
- Racine Cardinals
- Rochester Jeffersons
- Rock Island Independents

In questo primo periodo la lega non è altro che un accordo formale per l'organizzazione delle partite e per decidere il sistema di attribuzione del titolo alla fine di ogni stagione; non c'è infatti ancora il divieto di giocare con squadre esterne alla stessa lega. La stagione 1920 vede diverse squadre non riuscire a giocare tutte le gare in programma e ad uscire dalla lega: soltanto quattro squadre riescono a completare il calendario (Akron, Buffalo, Canton e Decatur). Akron vince il primo titolo, unica imbattuta fra le squadre "sopravvissute".

#### L'espansione
Nel 1921 la lega vedere raggiungere il numero delle squadre partecipanti a quota 22: fra i nuovi ingressi c'è anche quello dei Green Bay Packers, che ancora oggi conservano questo nome (un record). Nello stesso anno A. E. Stanley cede la proprietà dei Decatur Staleys al giocatore-allenatore George Halas, il quale diventerà una delle figure di rilievo della lega nei futuri decenni. Lo stesso Halas decide di trasferire la squadra a Chicago, conservando comunque il nome "Staleys" (e vincendo il titolo nazionale contro i Buffalo All-Americans), per poi cambiarlo l'anno seguente: nascono così nel 1922 gli attuali Chicago Bears.
Alla metà degli anni '20 il numero totale delle squadre affiliate alla NFL è di 25. Ma nel frattempo viene fondata una lega rivale, conosciuta con il nome di American Football League, che però rimane in vita soltanto un anno: comunque ciò dimostra il crescente interesse per questa nuova disciplina professionistica. Comincia anche l'afflusso nella NFL dei grandi giocatori del college football: leggendario rimane l'ingaggio, da parte dei Chicago Bears, dell'ex-stella della University of Illinois Red Grange, che viene portato letteralmente in tour nel 1925. Il football professionistico viene però colpito da un nuovo scandalo in occasione della partita, nel 1925, fra i Chicago Cardinals e i Milwaukee Badgers: allo scopo di migliorare il proprio record stagionale (chi ottiene il migliore vince automaticamente il titolo), Art Folz, giocatore dei Cardinals, assume dei giocatori provenienti dalle high schools della zona per una partita dal punteggio scontato: è infatti ancora possibile organizzare partite anche contro squadre al di fuori della NFL. I giocatori coinvolti nello scandalo vengono severamente puniti, ma dopo poco tempo le sanzioni vengono revocate. E, sempre nello stesso anno, il titolo viene revocato ai Pottsville Maroons e concesso proprio ai Chicago Cardinals.

#### I playoff NFL del 1932
Alla fine della stagione 1932, le due compagini dei Chicago Bears e dei Portsmouth Spartans hanno un identico record stagionale. Per determinare il detentore del titolo stagionale, la lega vota a favore della disputa di una partita decisiva. A causa delle cattive condizioni meteo, la sfida viene disputata al coperto del Chicago Stadium e, per via delle più ridotte dimensioni del terreno di gioco disponibile, vengono apportate delle modifiche regolamentari ad hoc. I Bears vincono la sfida per 9-0 e si laureano campioni. La sfida decisiva ha un successo notevole, per cui la NFL decide di riorganizzare il campionato 1933: la lega divide le squadre partecipanti in due division, e al termine della stagione regolare le migliori due di ognuna di esse si sfida nella finale secca del campionato. Vengono anche apportate nuove modifiche regolamentari: i pali delle due porte vengono spostati davanti alla goal line; viene deciso che ogni azione debba partire fra gli hash marks e che i passaggi in avanti possano essere effettuati da qualsiasi punto dietro la linea di scrimmage (mentre precedentemente c'era l'obbligo di effettuarli almeno 5 iarde dietro la linea di scrimmage). Nel 1936 l'NFL promuove la nascita del cosiddetto Draft, cioè il processo di selezione dei talenti provenienti dal mondo collegiale. Il primo ad essere scelto nella storia dell'NFL Draft è il vincitore dell'Heisman Trophy Jay Berwanger, che però rifiuta di diventare un giocatore professionista. Sempre nel 1936 viene fondata una seconda American Football League, che però chiuderà i battenti soltanto due anni più tardi.

### Consolidamento e crescita della NFL (1936-1957)
Gli anni '30 del XX secolo sono un importante periodo di transizione per il football professionistico. Fino a metà del decennio la composizione della lega è piuttosto fluida: sono 51 le squadre defunte in questo lasso di tempo. Il 1936 è il primo anno in cui non ci sono movimenti di squadre. Nel 1941 avviene un'altra novità: Elmer Layden viene nominato "Commissioner" della lega, sostituendo in questo modo la carica di presidente. Layden rimane in carica per un quinquennio, dopo di che la carica viene assunta dal comproprietario dei Pittsburgh Steelers Bert Bell, nel 1946.
La Seconda guerra mondiale provoca una crisi nel mondo del football professionistico: alcune squadre scompaiono, altre si uniscono fra loro. Fra queste ultime si possono citare gli Steagles (unendo le squadre di Pittsburgh e Philadelphia) nel 1943, i Card-Pitts nel 1944 (fra i Chicago Cardinals e Pittsburgh) e una squadra formata dall'unione fra i Brooklyn Dodgers e i Boston Yanks nel 1945.
Il 1946 è un altro anno importante per la lega professionistica, dato che vengono firmati da alcune squadre i primi giocatori afroamericani: i Los Angeles Rams mettono sotto contratto Kenny Washington e Woody Strode. Nello stesso anno nasce una nuova lega professionistica, la All-American Football Conference (AAFC).
Durante gli anni '50 entrano nella NFL altre squadre. Nel 1950, a causa del fallimento della AAFC, tre squadre della lega defunta entrano a far parte della NFL: sono i Cleveland Browns (detentori del titolo AAFC in ogni anno della sua breve vita), i San Francisco 49ers e i Baltimore Colts (squadra che non ha alcuna connessione con gli odierni Indianapolis Colts, dato che la squadra di Baltimore rimarrà in vita solo un anno). I giocatori delle squadre scioltesi e non trasferitesi nella NFL vengono scelti dalle 13 squadre NFL tramite un draft apposito. Nello stesso 1950 i Los Angeles Rams diventano la prima squadra a far trasmettere tutte le partite della stagione in televisione, segnando l'inizio della fondamentale relazione (esistente a tutt'oggi) fra il football professionistico e il medium televisivo. Nel 1952 viene sciolta la squadra dei Dallas Texans, diventando l'ultima squadra NFL a chiudere battenti. Nel 1953 i nuovi Baltimore Colts (che poi diventeranno gli Indianapolis Colts) prendono vita a seguito della scomparsa dei Dallas Texans. Nel 1956 prende vita il sindacato dei giocatori, la NFL Players Association.

### La supremazia della NFL (1958-oggi)

#### "The Greatest Game Ever Played"
A conclusione della stagione 1958, i Baltimore Colts e i New York Giants si sfidano allo Yankee Stadium (New York) per il titolo di campione NFL. Dopo 60 minuti di gioco, le due squadre sono in parità e per la prima volta viene giocato un sudden death overtime: chi segna per primo nei tempi supplementari vince. La partita viene vinta dai Colts con il punteggio di 23-17, e viene ricordata come la più bella partita di football americano ("The Greatest Game Ever Played"). A trasmetterla in televisione è il network della NBC, e la grande attenzione mediatica porta la NFL su un altro livello: la trasmissione televisiva di questa partita segna una data spartiacque nella storia della NFL e anche del football americano, che da quel momento diventa lo sport più popolare degli Stati Uniti. Il giornalista Tex Maule descrive questa partita in questo modo: "Questa è stata, per la prima volta, una partita epica che ha influenzato l'immaginazione di un'intera nazione".

#### La America Football League (AFL) e l'unione con la NFL
Nel 1959 il commissioner della NFL Bert Bell muore di un attacco cardiaco mentre si trova sugli spalti del Franklin Field (Filadelfia) a vedere la partita fra Eagles e Steelers. Sempre nel 1959 l'uomo d'affari texano Lamar Hunt guida la creazione di una lega rivale alla NFL, la American Football League (AFL), utilizzando lo stesso nome di altre tre leghe precedentemente defunte; nel ruolo di commissioner della neonata AFL viene eletto Joe Foss, ex-eroe di guerra ed ex-governatore del Dakota del Sud. A differenza delle precedenti leghe che non erano riuscite a tenere il passo della NFL, la AFL minaccia seriamente il monopolio sul football professionistico della NFL anche grazie alla grande esposizione mediatica che la AFL riesce ad ottenere. Con l'eccezione di Los Angeles e New York, la AFL evita esplicitamente di organizzare squadre in città che ospitano già squadre NFL: lo scopo è quello di trovare nuovi "mercati" per la propria lega appena nata. Nel 1960 la AFL organizza la prima stagione con 8 squadre e un campionato organizzato con un girone di andata e ritorno, per un totale di 14 partite da disputare per squadra. Nello stesso anno Pete Rozelle diventa il nuovo commissioner della AFL.

Il logo della American Football League (1960-1970)

Grazie agli sforzi per attrarre gli atleti di miglior talento, la AFL diventa un'alternativa concreta alla più antica NFL: nel 1960 le squadre della AFL riescono a firmare la metà dei giocatori scelti nel draft NFL di quell'anno. L'attenzione della AFL si rivolge soprattutto a giocatori provenienti dai college di minor tradizione, o a quelli che accolgono studenti-atleti di colore. Due degli otto allenatori delle 8 squadre originarie della AFL (Hank Stram, coach dei Texans/Chiefs e Sid Gillman, coach dei Chargers) saranno poi inseriti nella Hall of Fame. Grazie alla guida di Al Davis, proprietario degli Oakland Raiders e allo stesso tempo commissioner della AFL, la nuova lega conduce una acerrima concorrenza con la NFL nell'ingaggio dei migliori atleti provenienti da quest'ultima. Il QB dei Green Bay Packers Babe Parilli passa ai Boston Patriots diventandone una star e il QB della University of Alabama Joe Namath rifiuta di giocare nella NFL per firmare con i New York Jets. Namath diventa dunque la "faccia" promozionale della AFL nel suo periodo di massima popolarità, a metà degli anni 60. La strategia elaborata da Al Davis funziona e nel 1966 la AFL costringe alla fusione la più antica NFL. Le due leghe si accordano per la costituzione di un draft unico e di giocare una finale che vede la partecipazione del campione della NFL e di quello della AFL ("AFL-NFL World Championship"), partita che nel 1968 prenderà il nome di Super Bowl. Due squadre della AFL vinceranno il Super Bowl nei due anni successivi, e nel 1970 le due leghe si fondono definitivamente formando un'unica lega a 26 squadre. La nuova NFL incorpora alcune novità introdotte dalla AFL, come la menzione dei nomi dei giocatori nelle maglie, i cronometri a vista vicino al tabellone del punteggio, i contratti televisivi nazionali (con l'introduzione del "Monday Night Football", che permette la visione delle partite sui tre grandi network nazionali statunitensi), la suddivisione degli introiti da diritti televisivi e biglietti fra la squadra di casa e quella in trasferta.

#### La NFL moderna
Negli anni successivi alla fusione la nuova NFL continua a crescere e ad evolversi, continuando a prendere spunto dalle innovazioni della AFL (come l'introduzione del "two-point conversion" a seguito della marcatura di un touchdown). Si arriva quindi all'espansione fino alle 32 squadre attuali, e il Super Bowl non è più semplicemente la finale del campionato di football americano. Considerato come l'evento televisivo americano dell'anno, il Super Bowl è diventato una delle fonti principali di approvvigionamento finanziario (derivante dalle pubblicità) per i network televisivi, oltre ad essere il mezzo con cui le grandi aziende promuovono nuovi prodotti con spot televisivi molto costosi. La NFL ha reso il football americano l'evento sportivo più seguito negli Stati Uniti.
Una delle differenze principali fra la NFL e le altre leghe professionistiche americane è un'apparente parità fra le 32 squadre partecipanti. Anche se ogni tanto compaiono delle squadre dominanti rispetto alle altre, la NFL viene giudicata come una delle poche competizioni professionistiche sportive dove ogni squadra ha realisticamente possibilità di vincere ogni anno. Il complesso accordo fra la NFL e il sindacato dei giocatori, che obbliga le squadre ad un durissimo tetto massimo di spesa ("salary cap") e alla redistribuzione equa degli introiti fra le squadre, previene dal pericolo che le squadre più ricche possano firmare tutti i giocatori più forti, dando la possibilità anche a città meno popolose (come Green Bay o New Orleans) di poter aspirare a raggiungere il Super Bowl. Uno dei protagonisti di questo accordo è l'ex-commissioner della NFL Paul Tagliabue, che ha guidato la lega dal 1989 al 2006. Oltre all'aver costruito una lega più o meno paritaria, l'odierno contratto fra giocatori e NFL (firmato nel 1993 e rinnovato sia nel 1998 sia nel 2006) è riuscito a mantenere i salari dei giocatori al livello più basso rispetto alla media dei contratti degli atleti che giocano nelle altre leghe professionistiche americane (MLB, NHL e NBA). La NFL è a oggi l'unica lega professionistica americana a non aver visto l'interruzione delle sue attività a seguito dello sciopero dei giocatori o di una serrata dei proprietari.
Dal 2006 il commissioner della NFL è Roger Goodell, il quale si è da subito promosso pubblicamente come rivolto ai comportamenti tenuti dai giocatori. Dal momento in cui ha assunto la carica, la NFL ha comminato diverse squalifiche a giocatori che hanno avuto problemi con la legge, come Adam "Pacman" Jones e Michael Vick.